# El Gor
El Gor est une commune de la wilaya de Tlemcen en Algérie.

## Géographie

### Situation
Le territoire de la commune d'El Gor est situé au sud-est de la wilaya de Tlemcen. Son chef-lieu, El Gor, est situé à environ 32 km à vol d'oiseau au sud-est de Tlemcen.
| Sebdou    | Beni Semiel                           | Aïn Tallout                |
| El Aricha | Aïn El Gor                            | Aïn Tallout                |
| El Aricha | El Aricha; Ras el Ma (Sidi Bel Abbès) | Ras el Ma (Sidi Bel Abbès) |

### Localités de la commune
En 1984, la commune d'El Gor est constituée à partir des localités suivantes :
- El Gor
- Koteibet
- Siada
- Ouglat Djedida
- Koussa
- M'Zi Nohia
- Kbarta

## Démographie
Selon le recensement général de la population et de l'habitat de 2008, la population de la commune de El Gor est évaluée à 8 539 habitants contre 7 754 en 1998.